# ウジェーヌ・ボードゥアン
ウジェーヌ・ボードゥアン（Eugène Beaudouin 1898年7月20日 - 1983年1月14日）はフランスの建築家で都市計画家。両次世界大戦間における近代建築の先覚者。「栄光の三十年」と呼ばれた第二次大戦後の長期経済成長期の多数の大建築プログラムの起源に位置する。

## 経歴
建築家であった父レオンと母マリー（旧姓デュラン）のあいだの子として、1898年7月20日パリに生まれる。画家ジョゼフィーヌ・カユザクと結婚。エコール・デ・ボザールのエマニュエル・ポンルモリのアトリエで研鑽を積んだ後、1928年にローマ賞を受賞。1929年から1932年にかけてヴィラ・メディシスに滞在。この期間、イタリアにとどまるだけに満足せず、アトス山の修道院群やイスファハン市街地の見学調査もおこなう。
父の遺産を相続後、1930年にマルセル・ロッズとの協働開始。彼らは技師ヴラディミール・ボディアンスキーおよびジャン・プルーヴェと協力して、集合住宅、建造物の工業化およびプレファブの問題にとりくむ。1940年まで続いたこの協働関係のなかで、フランスにおける近代建築の先駆けと考えられている一連の建物を実現する：セーヌ公共住宅局の田園都市（cités-jardins）建設の枠組みにおけるドランシーのシテ・ド･ラ・ミュエット 、スュレーヌ野外学校(アンリ・セリエの依頼）およびクリシィの人民の家。
彼は並行して都市計画家の経歴も歩み、ハバナ都市計画(1928)、パリ地方の整備のためのプロスト計画(1934)に従事。彼はこうした活動をマルセイユ（1941年から1943年まで）、モナコ、サイゴン、トゥーロン、モンペリエ、クレルモン＝フェランの復興計画の枠組みのなかで戦後も続ける。
第二次世界大戦後、国有・公共建造物主席建築家に就任、国際的にも認められ、大使館、社会住宅、高校、行政機関の建物など、多数の公共建築プロジェクトを実現するよう要請される。1951年に建造物の工業化方法を発展させる目的で政府によって実施されたストラスブールのシテ・ロッテルダムの設計競技で一位入選。レ・マンゲットの優先市街化区域（ZUP)およびパリのメーヌ＝モンパルナス地区の都市計画も担当。
ボードゥアンはジュネーヴ大学建築学院（École d'architecture, 現在はInstitut d'architecture）学院長、つぎにボザール教授そして研究室長（1946年から1968年まで）になり、1952年から1968年には、公立アトリエ・パトロンをつとめ、そこでフェルナン・プーィヨン、フランソワ・シュペーリ、クリスティアン・ド・ポルザンパルク、アントワーヌ・グランバック等を指導する。1961年にアカデミー･デ･ボザール会員になり、1958年から1966年までフランス都市計画家協会会長、そして国際建築家連合会長に選出（1960年から1964年まで）。
彼のアーカイヴ資料の一部がフランス建築研究所に保存されている。

## 主要なプロジェクト
1940年以前のすべてのプロジェクトはマルセル・ロッズとの協働で実現されている。
- 1930-1939 : シテ・デュ・シャン・デ・ゾワゾー、バニュー（オー＝ド＝セーヌ県）
- 1931 : ルパージュ皮革の経営者宅、スグレ（メーヌ＝エ＝ロワール県）
- 1931-1933 : オドゥール家具保存庫と通称されている建物、パリ19区
- 1931-1934 : シテ・ド･ラ・ミュエット、ドランシー。その後悲しいことにドランシー収容所として有名になった（部分的に取り壊されたが、残りは歴史モニュメント登録される）
- 1934 : スュレーヌ野外学校 (オー＝ド＝セーヌ県、歴史モニュメント登録)
- 1935-1936 : フランス大使館、オタワ（カナダ）
- 1938 : 分解可能住宅BLPS、マルセル・ロッズ・ジャン・プルーヴェとの協働
- 1935-1939 : クリシィの人民の家と天蓋付き市場（歴史モニュメント登録）
- 1937 : ビュック飛行場のロラン・ガロス・クラブと通称されたクラブハウス（イヴリーヌ県）、1940年にドイツ軍によって解体
- 1951-1953 : シテ・ロッテルダム、ストラスブール（戦後最初の大規模集合住宅：200の住戸と一つの学校グループ）
- 1952 : マルセイユ旧港に面する建物、フェルナン・プーィヨン、アンドレ・ドヴァンおよびオーギュスト・ペレとの協働
- 1954 : ジャン＝ゼイ学生会館、アントニ（オー＝ド＝セーヌ県）
- 1957 : 港湾敷地内のアトリエと空中庭園、ヴィルフランシュ＝スュル＝メール（アルプ＝マリティーム県）
- 1962 : ラ・サント＝クロワ礼拝堂、ラ・クロワ＝ド＝ベルニ大通り134番地、アントニ（オー＝ド＝セーヌ県）
- 1958-1973 : カルティエ・メーヌ＝モンパルナスの都市計画（モンパルナス塔を含む）、ユルバン・カッサン、ルイ・ホイム・デ・マリエン、ジャン・ヴァルヌリ、J.ソーボおよびレィモン・ロペスとの協働
- 1964-1969 : レ・マンゲットの優先市街化区域、ヴェニシュー、リヨン郊外
- 1967 :クレルモン＝フェラン大学法学部・経済学部棟および国立税務学院、クレルモン＝フェラン
- 1967-1973 : ジュネーヴ国民宮の拡張（フランソワ・ブーヴィエ、アンドレ・ガイヤールおよびアルテュール・ロズロンとの協働）
- 1969-1974 : 国際労働事務局本部、ジュネーヴ（ピエル・ルイジ・ネルヴィおよびアルベルト・カメンティンドとの協働）

## 作品関連の外部リンク
- | シテ・ド･ラ・ミュエット（建物の概要）
- スュレーヌ野外学校（建物の紹介と履歴）
- フランス大使館、オタワ（建物の仮想訪問と履歴）
- クリシィの人民の家（建物の概要）